# Jussi Hautaniemi
Jussi Hautaniemi (Heinola, 5 de mayo de 1958 - Kuopio, 7 de junio de 2004) fue un piloto de motociclismo finlandés, que disputó el Campeonato del Mundo de Motociclismo entre 1978 y 1988.

## Biografía
La carrera de Hautaniemi en el Mundial comenzaría en 1978 cuando disputó el Gran Premio de Alemania de 250 cc a bordo de una MZ que terminará en la posición 36.ª. No volvería al Circo continental hasta 1981, aunque solo disputó un Gran Premioː el GP de Gran Bretaña. Solo se presentará a partir de su gran premio nacional en 1982 en el manillar de una 250 cc Yamaha. En 1984, se proclamaría subcampeón del Campeonato de Europa de la cilindrada de 125 cc por detrás de Norbert Peschke donde consiguió una victoria ante sus aficionados en la carrera que se disputó en Imatra, un segundo puesto en Assen y un tercero en Hockenheim.
En 1985, disputaría toda la temporada completa en el Mundial y conseguiría su mejor clasificación en su historialː un octavo puesto en la general de 125cc. Al año siguiente, volvería  disputar toda la temporada mundial pero tan solo entraría en tres ocasiones entre los diez primeros. Seguiría en la misma cilindrada y con la misma moto en 1987, con unos resultados muy parecidos a los de 1986. Dentro del equipo Penzoil Finn An An en 1988, abordará su última temporada en el mundial de 125 cc, acabando en la posición 30.º de la general.

## Resultados

### Campeonato del Mundo de Motociclismo

#### Carreras por año
Sistema de puntos desde 1969 a 1987:
| Posición | 1.º | 2.º | 3.º | 4.º | 5.º | 6.º | 7.º | 8.º | 9.º | 10.º |
| Puntos   | 15  | 12  | 10  | 8   | 6   | 5   | 4   | 3   | 2   | 1    |

(Carreras en negrita indica pole position, carreras en cursiva indica vuelta rápida)
| Año  | Clase | Equipo | Moto  | 1       | 2       | 3      | 4       | 5       | 6       | 7       | 8       | 9       | 10      | 11     | 12      | 13     | Pts. | Pos. |
| ---- | ----- | ------ | ----- | ------- | ------- | ------ | ------- | ------- | ------- | ------- | ------- | ------- | ------- | ------ | ------- | ------ | ---- | ---- |
| 1978 | 250cc | Kuma   | VEN - | ESP -   | -       | FRA -  | NAT -   | NED -   | BEL -   | SWE -   | FIN Ret | GBR -   | GER 36  | CZE -  | YUG -   |        | 0    | -    |
| 1981 | 350cc | Yamaha | ARG - | AUT -   | GER -   | NAT -  |         |         | YUG -   | NED -   |         |         | GBR DNQ |        |         | CZE -  | 0    | -    |
| 1982 | 250cc | Yamaha |       |         | FRA -   | ESP -  | NAT -   | NED -   | BEL -   | YUG -   | GBR -   | SWE -   | FIN 14  | CZE -  | RSM -   | GER -  | 0    | -    |
| 1983 | 125cc | MBA    |       | FRA -   | NAT -   | GER -  | ESP -   | AUT -   | YUG -   | NED -   | BEL 20  | GBR -   | SWE 14  | RSM -  |         |        | 0    | -    |
| 1984 | 125cc | MBA    |       | NAT -   | ESP -   |        | GER -   | FRA -   | YUG -   | NED 16  |         | GBR -   | SWE Ret | RSM 23 |         |        | 0    | -    |
| 1985 | 125cc | MBA    |       | ESP 15  | GER 11  | NAT 7  | AUT 28  |         | NED 5   | BEL 10  | FRA >12 | GBR 5   | SWE 5   | RSM 8  |         |        | 26   | 8.º  |
| 1986 | 125cc | MBA    | SPA 9 | NAT Ret | GER 14  | AUT 12 |         | NED Ret | BEL 9   | FRA 11  | GBR 7   | SWE DNS | RSM -   | BDW 14 |         |        | 8    | 16.º |
| 1987 | 125cc | MBA    |       | SPA 16  | GER 8   | NAT 7  | AUT Ret |         | NED Ret | FRA DNS | GBR 8   | SWE Ret | CZE -   | RSM 12 | POR Ret |        | 10   | 15.º |
| 1988 | 125cc | MBA    |       |         | ESP DNQ |        | NAT 14  | GER DNQ | AUT 23  | NED 12  | BEL 15  | YUG DNQ | FRA 24  | GBR 18 | SWE 24  | CZE 15 | 8    | 30.º |